# Afrikaner Weerstandsbeweging

AWB:s Logo

AWB:s flagga

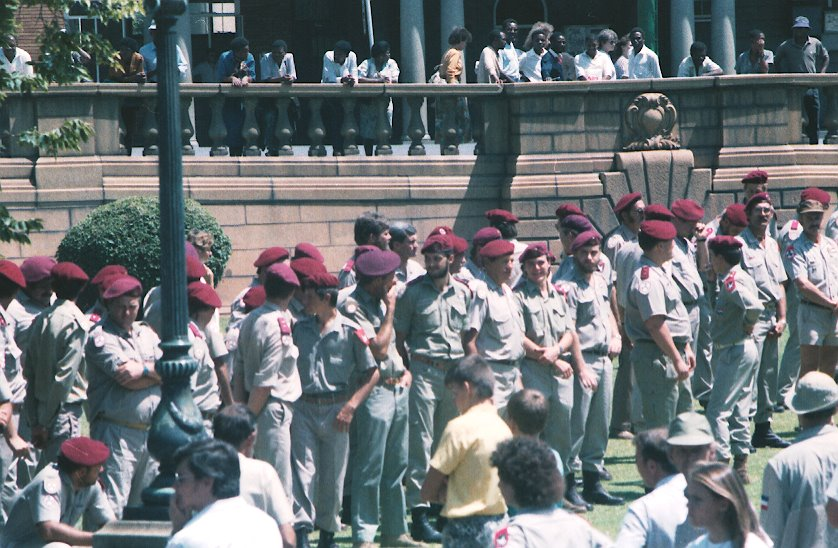
AWB-medlemmar protesterar i Pretoria, tidigt 1990-tal.

Afrikaner Weerstandsbeweging (AWB), "Afrikaanernas motståndsrörelse", är en högerextremistisk grupp i Sydafrika som eftersträvar upprättandet av en oberoende afrikaanrepublik, "Boerstaat", inom Sydafrika. Organisationen bildades 1973 av den tidigare polismannen Eugène Terre'Blanche, tidvis medlem av Herstigte Nasionale Party (en utbrytargrupp ur Nationalistpartiet) och sex andra personer. 
Organisationen gjorde sig känd även utanför Sydafrika med en högljudd utomparlamentarisk verksamhet under 1980-talet, präglad av populistiska drag i opposition mot Pieter Willem Bothas regering med dess reformer av apartheidlagarna och ställde kravet på en självständig boerrepublik med inspiration i 1800-talets boerrepubliker Transvaal och Oranje. Även en omfattande humanitär verksamhet, bland annat en insamling av livsmedel (som mest 200 ton under de sista tre månaderna 1988) som tidvis gav 14 000 undernärda afrikaaner en gratis måltid om dagen. Verksamheten finansierades genom donationer och spelningar.
Med tusentals medlemmar fick AWB ett uppsving under det tidiga 1990-talet då man genom paramilitär verksamhet försökte motverka bildandet av ett enat Sydafrika på majoritetsstyrets principer, mest ökänt genom en protestmarsch mot president F. W. de Klerk i Ventersdorp (där AWB än idag har sitt högkvarter) 1991, en stormning av förhandlingsbyggnaden World Trade Center i Johannesburg 1993 samt en väpnad intervention av Bophuthatswana till stöd för dess president Lucas Mangope 1994. Efter det militära misslyckandet förlorade de väpnade boernationalistiska krafterna allt väsentligt inflytande och upplöstes mer eller mindre, medan kampen inriktades på parlamentarisk verksamhet, huvudsakligen genom Frihetsfronten. Terre'Blanche var AWB:s ledare i 37 år till sin död (han blev mördad) 2010, då han efterträddes av Steyn van Ronge.